# Департамент окружающей среды и природных ресурсов Филиппин
Министе́рство окружа́ющей среды́ и приро́дных ресу́рсов Филиппи́н (филипп. Kagawaran ng Kapaligiran at Likas na Yaman). Образовано в 1917 году. Отвечает за управление, контроль и разведку, разработку, использование и сохранение природных ресурсов страны.

## Отделы
- Бюро экологического менеджмента
- Горннорудно-землеведческое бюро
- Бюро лесного хозяйства
- Бюро управления охраняемых районов и дикой природы
- Земельное бюро управления

Бюро развития и исследований экосистемы

### Подчиненные агентства
- Администрация по развитию озерных лагун
- Национальный информационно-ресурсный центр картографирования
- Национальный совет водных ресурсов
- Корпорация развития природных ресурсов